# Collegio uninominale Campania - 02 (2020)
Il collegio elettorale uninominale Campania - 02 è un collegio elettorale uninominale della Repubblica Italiana per l'elezione del Senato della Repubblica.

## Territorio
Come previsto dalla legge n. 51 del 27 maggio 2019, il collegio è stato definito tramite decreto legislativo all'interno della circoscrizione Campania.
È formato dal territorio dell'intera provincia di Avellino (118 comuni) e dell'intera provincia di Benevento (78 comuni).
Il collegio è parte del collegio plurinominale Campania - 02.

## Eletti
| Elezione | Elezione | Senatore       | Partito           |
| -------- | -------- | -------------- | ----------------- |
|          | 2022     | Giulia Cosenza | Fratelli d'Italia |

## Dati elettorali

### XIX legislatura
Come previsto dalla legge elettorale, 74 senatori sono eletti con sistema a maggioranza relativa in altrettanti collegi uninominali a turno unico.
| Candidati                                 | Candidati                | Voti    | %     | Liste                          | Voti    | %     |
| ----------------------------------------- | ------------------------ | ------- | ----- | ------------------------------ | ------- | ----- |
|                                           | Giulia Cosenza ✔️ Eletto | 110 145 | 35,72 | Fratelli d'Italia              | 63 946  | 20,74 |
| Forza Italia                              | Giulia Cosenza ✔️ Eletto | 110 145 | 35,72 | 32 658                         | 10,59   |       |
| Lega                                      | Giulia Cosenza ✔️ Eletto | 110 145 | 35,72 | 12 466                         | 4,04    |       |
| Noi moderati/Lupi - Toti - Brugnaro - UDC | Giulia Cosenza ✔️ Eletto | 110 145 | 35,72 | 1 075                          | 0,35    |       |
|                                           | Carlo Iannace            | 83 027  | 26,92 | Partito Democratico-IDP        | 83 027  | 26,92 |
| Alleanza Verdi e Sinistra                 | Carlo Iannace            | 83 027  | 26,92 | 10 817                         | 3,51    |       |
| +Europa                                   | Carlo Iannace            | 83 027  | 26,92 | 6 906                          | 2,24    |       |
| Impegno Civico - Centro Democratico       | Carlo Iannace            | 83 027  | 26,92 | 3 364                          | 1,09    |       |
|                                           | Maura Sarno              | 73 811  | 23,93 | Movimento 5 Stelle             | 73 811  | 23,93 |
|                                           | Armando Rocco            | 16 527  | 5,36  | Noi di Centro – Europeisti     | 16 527  | 5,36  |
|                                           | Francesca Mite           | 15 790  | 5,12  | Azione - Italia Viva - Calenda | 15 790  | 5,12  |
|                                           | Tiziana Salvetti         | 4 642   | 1,51  | Unione Popolare                | 4 642   | 1,51  |
|                                           | Teresa Caputo            | 4 440   | 1,44  | Italexit                       | 4 440   | 1,44  |
| Totale                                    | Totale                   | 308 382 | 100   |                                | 308 382 | 100   |
|                                           |                          |         |       |                                |         |       |
| Voti non validi                           | Voti non validi          | 17 050  | 5,24  |                                |         |       |
| Votanti                                   | Votanti                  | 325 432 | 58,70 |                                |         |       |
| Elettori                                  | Elettori                 | 554 419 |       |                                |         |       |